# Курмангази (Курмангазинський район)
Курманга́зи (каз. Құрманғазы) — село, центр Курмангазинського району Атирауської області Казахстану. Адміністративний центр та єдиний населений пункт Курмангазинського сільського округу.
До 2018 року село називалось Ганюшкино.
Населення — 14532 особи (2021; 12750 у 2009, 12419 у 1999, 7003 у 1989).